# Mouches volantes
Mouches volantes (französisch wörtlich „fliegende Fliegen“, deutsch fliegende Mücken, lateinisch: muscae volitantes, im englischsprachigen Raum häufig floaters genannt; Synonym: Glaskörperflocken) werden kleine dunkle oder durchsichtige Punkte, Flecken oder fadenartige Strukturen im Gesichtsfeld bezeichnet, die sich in charakteristisch huschender Weise gemeinsam mit der Blickrichtung verschieben, wobei sie um eine Grundposition herum langsam schwingende Bewegungen ausführen. Es handelt sich um eine Glaskörperdestruktion bzw. Glaskörpertrübung.

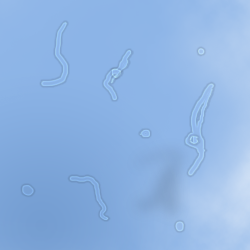
Mouches volantes im Anfangsstadium (Impression eines Betroffenen)

Sie fallen besonders während des Betrachtens heller Hintergründe auf. Je nach Typisierung und Schweregrad unterscheiden sie sich in der Art der Beeinträchtigung. Bei fortgeschrittener Destruktion des Glaskörpers sind die Trübungen vor jedem Hintergrund zu sehen, sogar mit geschlossenen Augen in einer hellen Umgebung.
Der Begriff Mouches volantes wird in der Augenheilkunde manchmal als Synonym für jede Art von Glaskörpertrübungen benutzt. Dies ist jedoch irreführend. Der englische Oberbegriff Floater umfasst dagegen jeden Typ von Glaskörperdestruktionen, wie Mouches volantes und den Weiss-Ring-Floater. Inzwischen ist er in der deutschsprachigen Fachliteratur häufig zu finden.
Mouches volantes stellen eine Unterabteilung des positiven Skotoms dar.

## Entstehung

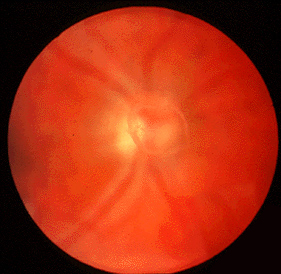
Kondensat in der Glaskörperflüssigkeit, das sich als Mouches volantes im Blickfeld manifestiert

Mouches volantes beruhen auf kleinen Ungleichmäßigkeiten in der Glaskörperflüssigkeit und finden sich in nahezu jedem Auge. Sie entstehen durch die physiologische Kondensation von Kollagenfibrillen, die in der Grundsubstanz gelöst sind, zu mikroskopisch kleinen Fädchen und Klümpchen. Mouches volantes lassen sich durch Schatten- und Beugungseffekte an diesen Kondensaten erklären, die umso stärker sind, je mehr Licht ins Auge fällt, und umso deutlicher gesehen werden, je näher die Ungleichmäßigkeiten vor der Netzhaut liegen. Häufig treten sie in Verbindung mit höhergradiger Kurzsichtigkeit auf.

## Mouches volantes als Krankheit

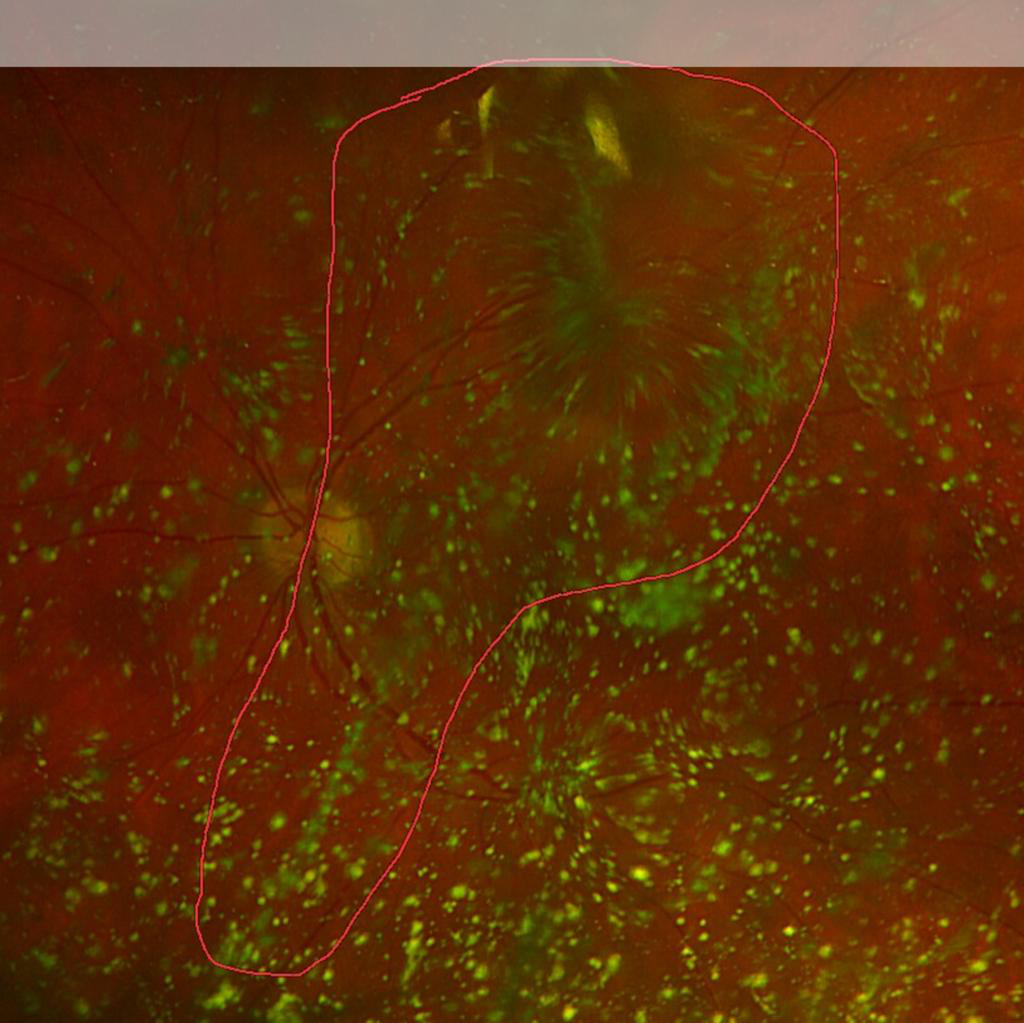
Glaskörpertrübungen im Bereich des Canalis hyaloideus (Cloquet-Kanal)

Mouches volantes nimmt fast jeder Mensch im Laufe seines Lebens bei bestimmten Lichtverhältnissen wahr. Die Diagnose bezeichnet eine harmlose, allerdings deutlich störende Veränderung im Gesichtsfeld. Der Visus, der zur Bewertung der Beeinträchtigung herangezogen wird, ist kein verlässlicher Parameter, um den Grad der Beeinträchtigungen zu messen, weil er im Sitzen, ohne Augen- und Kopfbewegungen, durchgeführt wird. Dadurch kommen die Glaskörpertrübungen, die sonst ständig im Auge hin- und herschwimmen, zum Stillstand. Der Krankheitswert wird in hohem Maße durch den Schweregrad, die Typisierung, die Lokalisation im zentralen Blickfeld, die Nähe zur Netzhaut, die Mobilität der Trübungen und vor allem die subjektive Beeinträchtigung bestimmt.

### Behandlung
Eine Behandlungsmöglichkeit wäre die operative Entfernung des Glaskörpers (Vitrektomie), die jedoch wegen des unverhältnismäßig großen Aufwandes und der möglichen Komplikationen nur in schweren Fällen und bei Vorliegen ausgeprägter Beschwerden eine mögliche Therapie darstellt. In einer retrospektiven Studie mit 116 Patienten trat in 2,5 % der Fälle eine Netzhautablösung auf. Alternativ werden minimalinvasive Techniken erforscht, die nur einen sehr begrenzten Teil des Glaskörpers, entweder alle betroffenen Stellen oder die in der Gesichtslinie befindlichen Teile, entfernen (sog. Core-Vitrectomy oder Floaterectomy).
In begrenztem Umfang und unter kritischer Indikationsstellung werden seit dem Jahr 2016 mit einem sehr niederfrequenten YAG-Laser auch entsprechende Behandlungen, die sogenannte Neodym-YAG-Laser-Vitreolyse, durchgeführt. Den Kollagenstoffwechsel im Glaskörper zu beeinflussen ist ein weiterer Ansatz, um die Lichtdurchlässigkeit wieder zu verbessern. Inzwischen ist eine Kombination von L-Lysin, Vitamin C, Procyanidinen und Citrus-Flavonoiden klinisch untersucht worden, wobei eine Verbesserung der sehkraft-abhängigen Lebensqualität dokumentiert wurde.
Oft hilft kurzzeitig das Bewegen der Augen. Nach oben und unten, hin und her zu schauen bewegt die Glaskörperflüssigkeit und damit meist die Mouches volantes aus dem Gesichtsfeld.

### Abgrenzung
Mouches volantes sind abzugrenzen von der Wahrnehmung anders gearteter Glaskörpertrübungen. Verdächtig sind besonders plötzliche, ausgeprägte Veränderungen wie eine Zunahme der Zahl, der Größe, ein Wechsel der Bewegungsart oder der Farbe der wahrgenommenen Flecken. Das massive Auftreten von groben, tiefschwarzen Flecken, die sich gleichmäßig nach oben oder unten bewegen, vergleichbar einem „Rußregen“, kann durch eine Blutung im Glaskörperraum verursacht werden. Eine plötzliche Zunahme der Mouches volantes, verbunden mit der Wahrnehmung von Blitzen, ist ein häufiges Symptom der physiologischen „hinteren Glaskörperabhebung“. Sie kann in seltenen Fällen über einen Netzhauteinriss zur Netzhautablösung führen. Bei den genannten Veränderungen sollte man sich unbedingt so bald wie möglich vom Augenarzt untersuchen lassen.

### Glaskörperdestruktionen
Ebenfalls davon abzugrenzen sind großflächige Verflüssigungen des Glaskörpers, die wie Wolken und Schlieren empfunden werden. Bei einer Glaskörperabhebung entsteht der sogenannte Weiss-Ring-Floater, den die Betroffenen je nach Art der Ablösung als einfachen, mehrfachen, zerrissenen oder klumpigen Ring sehen. Je nach Stadium der voranschreitenden Ablösung kann er vorwiegend zentral oder peripher wahrgenommen werden. Hat sich der Glaskörper schon weit verflüssigt, wird er wegen der Kopf- und Augenbewegungen unaufhörlich und schnell durch das gesamte Gesichtsfeld gewirbelt. Diese Trübungen führen zu diesig-verschmierter Sicht und zu störenden entoptischen Phänomenen. Die verschwommene Sicht, die entoptischen Effekte und die Mobilität der Trübungen empfinden die Betroffenen – je nach Schweregrad – oft als sehr beeinträchtigend und störend.